# 佐藤和人
佐藤 和人（さとう かずと、1953年3月 - ）は、日本の医学者、内科医。東京医科歯科大学（のちの東京科学大学）医学部臨床教授や、学校法人日本女子大学理事長、日本女子大学学長を経て、日本女子大学名誉教授。

## 人物・経歴
鹿児島県姶良郡生まれ。1977年東京医科歯科大学（のちの東京科学大学）医学部医学科卒業。1981年同大学大学院医学研究科博士課程修了、博士（医学）。同年カリフォルニア大学ロサンゼルス校医学部研究員。1983年東京医科歯科大学医学部第一内科医員。1986年東京女子医科大学膠原病リウマチ痛風センター内科講師。1994年日本女子大学家政学部助教授。1999年日本女子大学家政学部食物学科臨床栄養学研究室教授兼保健管理センター長。2004年東京医科歯科大学医学部臨床教授。2007年日本女子大学家政学部長。2013年学校法人日本女子大学理事長・学長。2017年日本女子大学家政学部食物学科教授。2021年退職、日本女子大学名誉教授。日本リウマチ学会専門医、日本アレルギー学会専門医、日本内科学会認定内科医、日本医師会認定産業医。専門はリウマチ学、臨床栄養学、内科学。